# Лушина, Дарья Владимировна
Дарья Владимировна Лушина (родилась 1 ноября 1996) — российская регбистка, чемпионка Европы 2016, 2017, 2018 и 2021 годов, мастер спорта России международного класса, заслуженный мастер спорта России. Игрок клуба «Кубань» (г. Краснодар).

## Биография
Воспитанница ДЮСШ «Долгопрудненские Соколы». Выступала до 15 лет за команду мальчиков 1997 года рождения. В возрасте 15 лет перешла в женскую команду мастеров «Славянка», затем перешла в клуб «Химки». Первый тренер — Валерий Валентинович Романов. Как капитан юниорской сборной России по регби-7 выступила на чемпионате Европы 2014 года, где заняла с командой 4-е место.
В составе сборной России по регби-7 четырежды выигрывала чемпионат Европы в 2016, 2017, 2018 и 2021 годах (этапы в Лиссабоне и Москве), становилась серебряным призёром чемпионата Европы 2015 года. В 2017 году на первом этапе чемпионата Европы во французском городе Мальмор-сюр-Коррез Дарья набрала 28 очков благодаря исполняемым реализациям. В Мировой серии по регби-7 в 99 играх набрала 217 очков благодаря 13 попыткам и 76 реализациям.
Бронзовый призёр летней Универсиады 2019 года по регби-7 в Неаполе (представляла Уральский государственный университет физической культуры). В июле 2021 года включена в заявку команды ОКР на Олимпиаду в Токио.